# Лараїба Сейбу
Лараїба Сейбу (6 грудня 2000) — бенінська плавчиня.
Учасниця Олімпійських Ігор 2016 року.